# Liste der Juniorenweltmeister im Skeleton
Die Liste der Juniorenweltmeister im Skeleton listet alle Sportler auf, die bei Juniorenweltmeisterschaften im Skeleton auf den ersten drei Rängen platziert waren. Der Wettbewerb wird seit 2003 jährlich von der International Bobsleigh & Skeleton Federation (IBSF; bis 2015 Fédération Internationale de Bobsleigh et de Tobogganing, FIBT) an wechselnden Austragungsorten veranstaltet.
Teilnehmen dürfen Athleten, die zum Zeitpunkt des Rennens das 23. Lebensjahr noch nicht vollendet haben sowie Athleten, die das Alter von 23 Jahren zwischen dem 1. Oktober und dem 31. März der jeweiligen Saison erreichen. Voraussetzung ist außerdem die Teilnahme an mindestens drei IBSF-Rennen auf mindestens zwei verschiedenen Bahnen innerhalb von 24 Monaten vor der betreffenden Juniorenweltmeisterschaft. Pro Nationalverband sind maximal drei Athleten startberechtigt.

## Frauen

### Medaillengewinnerinnen
| Juniorenweltmeisterschaft | Juniorenweltmeisterschaft | Gold               | Silber            | Bronze                |
| Jahr                      | Austragungsort            | Gold               | Silber            | Bronze                |
| ------------------------- | ------------------------- | ------------------ | ----------------- | --------------------- |
| 2003                      | Königssee                 | Julia Eichhorn     | Lyndsie Peterson  | Tristan Gale          |
| 2004                      | Winterberg                | Kathleen Lorenz    | Katie Uhlaender   | Jessica Kilian        |
| 2005                      | Winterberg                | Kathleen Lorenz    | Amy Williams      | Anja Huber            |
| 2006                      | Innsbruck                 | Melissa Hoar       | Julia Eichhorn    | Marion Trott          |
| 2007                      | Altenberg                 | Marion Trott       | Katharina Heinz   | Kathleen Lorenz       |
| 2008                      | Innsbruck                 | Sarah Reid         | Katharina Heinz   | Olga Korobkina        |
| 2009                      | Königssee                 | Katharina Heinz    | Sarah Sartor      | Jelena Judina         |
| 2010                      | St. Moritz                | Tina Hermann       | Sarah Reid        | Janine Flock          |
| 2011                      | Park City                 | Robynne Thompson   | Elizabeth Yarnold | Jelena Judina         |
| 2012                      | Innsbruck                 | Elizabeth Yarnold  | Olga Potylizyna   | Jacqueline Lölling    |
| 2013                      | Innsbruck                 | Jelena Nikitina    | Sophia Griebel    | Maria Mazilu          |
| 2014                      | Winterberg                | Jacqueline Lölling | Elisabeth Vathje  | Maria Mazilu          |
| 2015                      | Altenberg                 | Jacqueline Lölling | Maxi Just         | Carina Mair           |
| 2016                      | Winterberg                | Lelde Priedulēna   | Kimberley Bos     | Anna Fernstädt        |
| 2017                      | Sigulda                   | Julija Kanakina    | Renata Chusina    | Maxi Just             |
| 2018                      | St. Moritz                | Anna Fernstädt     | Julija Kanakina   | Susanne Kreher        |
| 2019                      | Königssee                 | Anna Fernstädt     | Kim Meylemans     | Ashleigh Fay Pittaway |
| 2020                      | Winterberg                | Anna Fernstädt     | Susanne Kreher    | Hannah Neise          |
| 2021                      | St. Moritz                | Hannah Neise       | Susanne Kreher    | Ashleigh Fay Pittaway |
| 2022                      | Innsbruck                 | Susanne Kreher     | Tabitha Stoecker  | Anastasia Tsyganova   |
| 2023                      | Winterberg                | Susanne Kreher     | Tabitha Stoecker  | Freya Tarbit          |

### Rekordsiegerinnen
| Platz | Sportlerin         | Land                   |   |   |   |   |
| ----- | ------------------ | ---------------------- | - | - | - | - |
| 01    | Anna Fernstädt     | Deutschland Tschechien | 3 | – | 1 | 4 |
| 02    | Susanne Kreher     | Deutschland            | 2 | 2 | 1 | 5 |
| 03    | Jacqueline Lölling | Deutschland            | 2 | – | 1 | 3 |
| 03    | Kathleen Lorenz    | Deutschland            | 2 | – | 1 | 3 |
| 05    | Katharina Heinz    | Deutschland            | 1 | 2 | – | 3 |
| 06    | Julia Eichhorn     | Deutschland            | 1 | 1 | – | 2 |
| 06    | Elizabeth Yarnold  | Vereinigtes Königreich | 1 | 1 | – | 2 |
| 06    | Julija Kanakina    | Russland               | 1 | 1 | – | 2 |
| 06    | Sarah Reid         | Kanada                 | 1 | 1 | – | 2 |
| 10    | Marion Trott       | Deutschland            | 1 | – | 1 | 2 |
| 10    | Hannah Neise       | Deutschland            | 1 | – | 1 | 2 |
| 12    | Tina Hermann       | Deutschland            | 1 | – | – | 1 |
| 12    | Melissa Hoar       | Australien             | 1 | – | – | 1 |
| 12    | Jelena Nikitina    | Russland               | 1 | – | – | 1 |
| 12    | Lelde Priedulēna   | Lettland               | 1 | – | – | 1 |
| 12    | Robynne Thompson   | Kanada                 | 1 | – | – | 1 |

### Nationen
| Platz | Land                   |    |   |   |    |
| ----- | ---------------------- | -- | - | - | -- |
| 01    | Deutschland            | 12 | 8 | 8 | 28 |
| 02    | Russland               | 02 | 3 | 4 | 09 |
| 03    | Kanada                 | 02 | 2 | – | 04 |
| 04    | Tschechien             | 02 | – | – | 02 |
| 05    | Vereinigtes Königreich | 01 | 4 | 3 | 08 |
| 06    | Australien             | 01 | – | – | 01 |
| 06    | Lettland               | 1  | – | – | 01 |
| 08    | Vereinigte Staaten     | –  | 2 | 1 | 03 |
| 09    | Belgien                | –  | 1 | – | 01 |
| 09    | Niederlande            | –  | 1 | – | 01 |
| 11    | Österreich             | –  | – | 2 | 02 |
| 11    | Rumänien               | –  | – | 2 | 02 |
| 13    | Schweiz                | –  | – | 1 | 01 |

## Männer

### Medaillengewinner
| Juniorenweltmeisterschaft | Juniorenweltmeisterschaft | Gold                                 | Silber                | Bronze               |
| Jahr                      | Austragungsort            | Gold                                 | Silber                | Bronze               |
| ------------------------- | ------------------------- | ------------------------------------ | --------------------- | -------------------- |
| 2003                      | Königssee                 | Frank Kleber                         | Matthias Biedermann   | Simon Wiesheu        |
| 2004                      | Winterberg                | Greg Kirk                            | Caleb Smith           | Frank Rommel         |
| 2005                      | Winterberg                | Mirsad Halilovic                     | Matthias Biedermann   | Caleb Smith          |
| 2006                      | Innsbruck                 | Alexander Tretjakow                  | Matthias Biedermann   | Alexander Mutowin    |
| 2007                      | Altenberg                 | Sebastian Haupt                      | Alexander Tretjakow   | Frank Rommel         |
| 2008                      | Innsbruck                 | Alexander Tretjakow                  | David Swift           | Alexander Gassner    |
| 2009                      | Königssee                 | Sandro Stielicke                     | David Lingmann        | Alexander Gassner    |
| 2010                      | St. Moritz                | Alexander Gassner                    | Alexander Kröckel     | David Lingmann       |
| 2011                      | Park City                 | Alexander Kröckel                    | Jewgeni Perle         | Alexander Gassner    |
| 2012                      | Innsbruck                 | Axel Jungk                           | Christopher Grotheer  | David Lingmann       |
| 2013                      | Innsbruck                 | Christopher Grotheer                 | Axel Jungk            | Barrett Martineau    |
| 2014                      | Winterberg                | Kilian von Schleinitz                | Christopher Grotheer  | Raphael Maier        |
| 2015                      | Altenberg                 | Christopher Grotheer Nikita Tregubow | –                     | Raphael Maier        |
| 2016                      | Winterberg                | Nikita Tregubow                      | Kilian von Schleinitz | Mattia Gaspari       |
| 2017                      | Sigulda                   | Nikita Tregubow                      | Krists Netlaus        | Jewgeni Rukossujew   |
| 2018                      | St. Moritz                | Nikita Tregubow                      | Wladislaw Marschenkow | Felix Keisinger      |
| 2019                      | Königssee                 | Felix Keisinger                      | Fabian Küchler        | Jewgeni Rukossujew   |
| 2020                      | Winterberg                | Felix Keisinger                      | Felix Seibel          | Fabian Küchler       |
| 2021                      | St. Moritz                | Jewgeni Rukossujew                   | Felix Keisinger       | Samuel Maier         |
| 2022                      | Innsbruck                 | Jewgeni Rukossujew                   | Lukas David Nydegger  | Amadeo Bagnis        |
| 2023                      | Winterberg                | Cedric Renner                        | Rasmus Johansen       | Lukas David Nydegger |

### Rekordsieger
| Platz | Sportlerin            | Land                   |   |   |   |   |
| ----- | --------------------- | ---------------------- | - | - | - | - |
| 01    | Nikita Tregubow       | Russland               | 4 | – | – | 4 |
| 02    | Christopher Grotheer  | Deutschland            | 2 | 2 | – | 4 |
| 03    | Felix Keisinger       | Deutschland            | 2 | 1 | 1 | 4 |
| 04    | Alexander Tretjakow   | Russland               | 2 | 1 | – | 3 |
| 05    | Jewgeni Rukossujew    | Russland               | 2 | – | 2 | 4 |
| 06    | Axel Jungk            | Deutschland            | 1 | 1 | – | 2 |
| 06    | Alexander Kröckel     | Deutschland            | 1 | 1 | – | 2 |
| 06    | Kilian von Schleinitz | Deutschland            | 1 | 1 | – | 2 |
| 09    | Alexander Gassner     | Deutschland            | 1 | – | 3 | 4 |
| 11    | Mirsad Halilovic      | Deutschland            | 1 | – | – | 1 |
| 11    | Sebastian Haupt       | Deutschland            | 1 | – | – | 1 |
| 11    | Greg Kirk             | Vereinigtes Königreich | 1 | – | – | 1 |
| 11    | Frank Kleber          | Deutschland            | 1 | – | – | 1 |
| 11    | Sandro Stielicke      | Deutschland            | 1 | – | – | 1 |
| 11    | Cedric Renner         | Deutschland            | 1 | – | – | 1 |

### Nationen
| Platz | Land                   |    |    |    |    |
| ----- | ---------------------- | -- | -- | -- | -- |
| 1     | Deutschland            | 13 | 13 | 11 | 37 |
| 2     | Russland               | 08 | 03 | 03 | 14 |
| 3     | Vereinigtes Königreich | 01 | 01 | –  | 02 |
| 4     | Vereinigte Staaten     | –  | 01 | 01 | 02 |
| 5     | Lettland               | –  | 01 | –  | 01 |
| 5     | Dänemark               | –  | 01 | –  | 01 |
| 7     | Österreich             | –  | –  | 03 | 03 |
| 8     | Italien                | –  | –  | 02 | 02 |
| 9     | Kanada                 | –  | –  | 01 | 01 |

## Belege
1. ↑  International Skeleton Rules 2015. (PDF) IBSF, abgerufen am 12. Dezember 2015 (englisch).